# والیبال قهرمانی زیر ۲۳ سال آسیا
والیبال قهرمانی زیر ۲۳ سال آسیا (انگلیسی: Asian U23 Volleyball Championship) تورنمنت تیم‌های ملی زیر ۲۳ سال است که توسط کنفدراسیون والیبال آسیا در سال ۲۰۱۴ برنامه‌ریزی و از سال ۲۰۱۵ آغاز می‌شود.

## مردان

### خلاصه
| ۲۰۱۵ جزئیات | نایپیداو | · ایران | ۰-۳ | · کرهٔ جنوبی | · تایوان | ۱-۳ | · چین |

### جدول مدال‌ها
| رتبه  | کشور      | طلا | نقره | برنز | مجموع |
| ۱     | ایران     | ۱   | ۰    | ۰    | ۱     |
| ۲     | کرهٔ جنوبی | ۰   | ۱    | ۰    | ۱     |
| ۳     | تایوان    | ۰   | ۰    | ۱    | ۱     |
| مجموع | مجموع     | ۱   | ۱    | ۱    | ۳     |

### کشورهای شرکت کننده
| کشور          | ۲۰۱۵  | سال |
| ------------- | ----- | --- |
| استرالیا      | ۱۰ ام | ۱   |
| چین           | ۴ ام  | ۱   |
| تایوان        | سوم   | ۱   |
| هند           | ۸ ام  | ۱   |
| اندونزی       | ۹ ام  | ۱   |
| ایران         | اول   | ۱   |
| ژاپن          | ۶ ام  | ۱   |
| قزاقستان      | ۱۳ ام | ۱   |
| مالدیو        | ۱۶ ام | ۱   |
| برمه          | ۵ ام  | ۱   |
| فیلیپین       | ۱۴ ام | ۱   |
| قطر           | ۱۱ ام | ۱   |
| عربستان سعودی | ۱۲ ام | ۱   |
| کرهٔ جنوبی     | دوم   | ۱   |
| تایلند        | ۷ ام  | ۱   |
| ویتنام        | ۱۵ ام | ۱   |
| مجموع         | ۱۶    |     |

## زنان

### خلاصه
| ۲۰۱۵ جزئیات | کزون سیتی | · چین | ۱-۳ | · تایلند | · کرهٔ جنوبی | ۰-۳ | · ژاپن |

### جدول مدال‌ها
| رتبه  | کشور      | طلا | نقره | برنز | مجموع |
| ۱     | چین       | ۱   | ۰    | ۰    | ۱     |
| ۲     | تایلند    | ۰   | ۱    | ۰    | ۱     |
| ۳     | کرهٔ جنوبی | ۰   | ۰    | ۱    | ۱     |
| مجموع | مجموع     | ۱   | ۱    | ۱    | ۳     |

### کشورهای شرکت کننده
| کشور      | ۲۰۱۵  | سال |
| --------- | ----- | --- |
| چین       | اول   | ۱   |
| تایوان    | ۵ ام  | ۱   |
| هند       | ۶ ام  | ۱   |
| ایران     | ۸ ام  | ۱   |
| ژاپن      | ۴ ام  | ۱   |
| قزاقستان  | ۹ ام  | ۱   |
| ماکائو    | ۱۱ ام | ۱   |
| مالدیو    | ۱۲ ام | ۱   |
| فیلیپین   | ۷ ام  | ۱   |
| کرهٔ جنوبی | سوم   | ۱   |
| تایلند    | دوم   | ۱   |
| ازبکستان  | ۱۰ ام | ۱   |
| مجموع     | ۱۲    |     |